# 詹納羅·薩爾多
詹納羅·薩爾多（義大利語：Gennaro Sardo；1979年5月8日—）是一位意大利足球運動員。在場上的位置是右後衛。他現在效力於意大利足球甲級聯賽球隊切沃足球俱樂部。他曾效力於卡塔尼亞足球俱樂部。